# Necla Sultan
Necla Hibetullah Sultan (turco ottomano: نجله هبت الله سلطان, lett. "femminile" e "dono di Allah", anche nota come Necla Osmanoğlu; Nizza, 16 maggio 1926 – Madrid, 6 ottobre 2006) è stata una principessa ottomana, figlia di Şehzade Ömer Faruk, figlio del califfo Abdülmecid II, e di Rukiye Sabiha Sultan, figlia del sultano Mehmed VI.

## Origini
Necla Hibetullah Sultan nacque il 16 maggio 1926 a Nizza. Suo padre era Şehzade Ömer Faruk, figlio dell'ultimo califfo ottomano Abdülmecid II e di Şehsuvar Hanim, e sua madre era Rukiye Sabiha Sultan, figlia dell'ultimo sultano ottomano Mehmed VI e di Nazikeda Kadın. Aveva due sorelle maggiori, Fatma Neslişah Sultan e Zehra Hanzade Sultan. Nacque in esilio, due anni dopo la caduta del sultanato e l'esilio della dinastia ottomana. Per questo, anche se formalmente conosciuta così, in realtà non portò mai ufficialmente il titolo di Sultana.  
I suoi due nomi furono scelti dai suoi nonni: Mehmed VI, da Sanremo, dove viveva, aveva fatto sapere che, in caso fosse nata una bambina, avrebbe voluto fosse chiamata Necla, mentre Abdülmecid II, che viveva con loro a Nizza, scelse Hibetullah. Purtroppo, lo stesso giorno della nascita di Necla, venne ricevuto un telegramma che comunicava la morte di Mehmed VI a Sanremo.  
Necla trascorse l'infanzia in Francia coi genitori, le sorelle, i nonni paterni e la nonna paterna, Nazikeda Kadın. Visse un'infanzia felice, sebbene la sua governante, Behzade Kalfa, cercasse continuamente di metterla contro i nonni paterni, Abdülmecid II e Şehsuvar Kadin.  
Nel 1938, Necla e la sua famiglia, più Nazikeda, si trasferirono ad Alessandria d'Egitto, dove nel 1940 le sue sorelle sposarono due principi egiziani della dinastia alawita.

## Matrimonio
Nel 1943, le sorelle le combinarono anche per Necla un matrimonio con un principe alawita, Amir Ibrahim Bey. I due ebbero un figlio.  
Nel 1944, il matrimonio dei genitori di Necla entrò in crisi perché suo padre si era innamorato di Mihriban Mihrişah Sultan. Necla e le sue sorelle sostennero la madre, come in occasione della riunione di famiglia per eleggere il successore di Abdülmecid II come capo della famiglia: in quell'occasione, sia Sabiha che le tre figlie si schierarono a favore di Şehzade Ahmed Nihad contro Faruk, che lo interpretò come un segno che Sabiha manipolava le figlie contro di lui. I due divorziarono nel 1948 e Faruk sposò Mihrişah, con cui Necla non andò mai d'accordo. 
Nel 1952 la rivoluzione egiziana rovesciò la monarchia e costrinse Necla ad un nuovo esilio, insieme a tutti i membri della dinastia ottomana residenti in Egitto. Necla, suo marito e loro figlio si trasferirono quindi in Svizzera.  
Nel 1977, Necla rimase vedova.

## Morte
Necla Hibetullah Sultan morì il 6 ottobre 2006 a Madrid. Il funerale si tenne il 16 ottobre nella moschea di Bebek, a cui presero parte sua sorella Neslişah, suo figlio e la maggior parte dei membri viventi della dinastia ottomana. Fu sepolta con la madre e le sorelle nel cimitero Aşiyan Asri.

## Discendenza
Dal suo matrimonio, Necla Sultan ebbe un figlio:
- Principe Sultanzade Osman Rifat Ibrahim Bey (Il Cairo, 20 maggio 1951 - Madrid, 1 febbraio 2025). Celibe e senza discendenza[10].

## Onorificenze
- Dama di Gran Croce dell'Ordine dell'Aquila della Georgia[11]